# Żanna Niemcowa
Żanna Borisowna Niemcowa (ros. Жанна Борисовна Немцова; ur. 26 marca 1984 w Gorkim) – rosyjska dziennikarka, aktywistka społeczna, córka Borisa Niemcowa.

## Życiorys
Jej rodzicami są Boris Niemcow oraz Raisa Achmietowna, z pochodzenia Tatarka.
Ukończyła zarządzanie na MGIMO oraz studia drugiego stopnia z prawa (również w Moskwie).
Współpracowniczka radia Echo Moskwy. Zajęła się prowadzeniem strony internetowej swego ojca. Później była dziennikarką ekonomiczną rosyjskiej stacji telewizyjnej RBK.
W czerwcu 2015, po tym jak jej ojciec został zamordowany a ona sama otrzymywała liczne pogróżki w mediach społecznościowych, Żanna Niemcowa zdecydowała się na emigrację polityczną.
W sierpniu 2015 roku rozpoczęła pracę z niemieckim radiem publicznym Deutsche Welle w Bonn.

## Nagrody i odznaczenia
4 sierpnia 2015 została uhonorowana Nagrodą Solidarności im. Lecha Wałęsy.

## Życie prywatne
Po ukończeniu studiów w roku 2007 poślubiła rosyjskiego bankiera Dmitrija Stiepanowa, który był przyjacielem jej ojca i piastował stanowisko wiceprezydenta moskiewskiego banku „Pietrokommierc” (ros. Петрокоммерц). Sama miała wtedy 23 lata, a on – 38. W roku 2011 się rozwiedli.